# Devil's Diary
Devil's Diary (bra: Diário do Diabo) é um filme canadense de 2007 feito para a televisão, do gênero terror, dirigido por Farhad Mann. No dia 14 de Maio de 2011, o filme estreou na TV Globo, no Supercine, às 23h20.

## Sinopse
Esse filme retrata duas jovens que são tratadas com desprezo na escola. Em um determinado dia decidem realizar um ritual no cemitério local, quando, subitamente, um raio cai em um túmulo, revelando a ambas um misterioso livro: "O Diário do Diabo". Dominique (Alexz Johnson), a protagonista do enredo, em princípio ignora o livro. Ursula (Magda Apanowicz), a outra jovem praticante do ritual sente-se intensamente atraída pelo achado. Todavia Ursula nem desconfia que cada desejo escrito neste diário torna-se realidade.

## Elenco principal
- Alexz Johnson - Dominique Davies
- Magda Apanowicz - Ursula Wilson
- Brian Krause - Padre Mark Mulligan
- Miriam McDonald - Heather
- Aleks Holtz - Kyle
- Deanna Casaluce - Georgia
- Andrew Francis - Andy
- Laura Konechny - Lisa
- Jason Calder - Frank
- Lisa Tucker - Effi
- Tyler Boissonnault - Craig
- Moses Tang - Joey Iberra
- Jake LeDoux - Nate